# Green Acres (série de TV)
Green Acres (br: Fazendeiro do Asfalto pt: Viver no Campo) é uma das mais aclamadas e populares sitcom da televisão norte-americana, protagonizada por Eddie Albert e Eva Gabor. A série esteve no ar entre 15 de Setembro de 1965 a 27 de Abril de 1971 na CBS. O programa foi produzido pela Filmways como um programa irmão de Petticoat Junction.

## Exibição em Portugal
Em Portugal, a série foi exibida originalmente na RTP no início da década de 1970 e reexibida na década de 2000, na RTP2.